# アステル北海道
アステル北海道とは、
- かつて北海道地域において展開されていたアステルPHS事業のサービスブランド名。「アステル北海道」

- かつて北海道地域においてPHS事業を行っていた電気通信事業者。「株式会社アステル北海道」

本稿ではかつて北海道地域においてアステルブランドを用い展開されていたPHS事業、またそれに付随する事業を詳述。

## 業務地域
- 北海道

## 年表
- 1994年11月30日 - 株式会社アステル北海道設立。
- 1996年3月15日 - アステル北海道サービス開始。
- 1999年11月1日 - 株式会社アステル北海道から北海道総合通信網(HOTnet)へPHS事業が譲渡される。
- 2000年3月1日 - 日本初のPHSデータ通信定額制サービスとなるHOTCN定額ダイアルアップ接続サービスを開始。
- 2003年8月30日 - アステル北海道サービス・HOTCN定額ダイアルアップ接続サービスの新規受付を終了。
- 2004年3月25日 - アステル北海道サービス・HOTCN定額ダイアルアップ接続サービスを終了。全国で2社目の撤退。

## 料金体系

### 料金プラン
- 標準コース
月額基本料2,400円(税込2,520円)
- ピッチDEピッチコース
月額基本料1,880円(税込1,974円)
PHSへの通話が割安になるプラン。PHSへの発信は他社へも含め、標準コースの10%OFF。携帯電話への発信は標準コースと同額。一般加入電話への発信は標準コースの2倍となる。なお、アステル北海道サービスエリア外での発信の場合は10%OFFの対象にならない。

### オプションサービス
- サンキュー(39)プラン
付加利用料 月額300円
アステル北海道同士の通話が割引になる。命名の由来は同一区域内で3分間通話した際の料金が9円であることから。

### 割引サービス
- 家族割引
- 法人割引
- 年間契約割引

## 通信端末
詳細はアステル内の通信端末を参照のこと。

## アステル北海道独自のサービス

### HOTCN定額ダイアルアップ接続サービス
2000年3月1日よりスタートした、PHS技術を利用するモバイルデータ通信定額制サービス。
無線部分にアステルPHS回線を、有線部分には北海道総合通信網(HOTnet)が保有する独自網を利用。PHSによるデータ通信の定額制を日本で初めて実現した。
通信速度は32kbps。料金はプロバイダ接続料込みで月額4,800円。当サービスを利用するには、PCカード型端末である「AN-X1」またはデータ通信カード「XN-21」＋PHS電話機端末「AT-31(X)」セットのどちらかが必要であった。
なおHOTCN定額ダイアルアップ接続サービスはインターネット接続のみのサービスであり、アステル電話サービスは利用できない。そのため専用端末として、PHS電話機を選択した場合でも通話やメールは行えなかった。
サービスエリアは北海道の道央圏の一部。
その他のアステル北海道サービス地域や他地域のアステル事業者サービスエリアでは利用が出来なかった。
2004年3月25日アステル北海道電話サービスの終了とともに、HOTCN定額ダイアルアップ接続サービスも終了した。

## CMキャラクター
- 榎本加奈子
- 大泉洋
- 島 福太郎・おふく(独自アニメキャラクター)
- 松田聖子
- ルパン三世